# Chorebus melanophytobiae
Chorebus melanophytobiae är en stekelart som beskrevs av Griffiths 1968. Chorebus melanophytobiae ingår i släktet Chorebus och familjen bracksteklar. Inga underarter finns listade i Catalogue of Life.